# Sheraldo Becker
Sheraldo Becker (ur. 9 lutego 1995 w Amsterdamie) – surinamski piłkarz holenderskiego pochodzenia, występujący na pozycji napastnika w hiszpańskim klubie Real Sociedad oraz w reprezentacji Surinamu.
Wychowanek Ajaksu, w trakcie swojej kariery grał także w takich zespołach, jak Union Berlin, PEC Zwolle oraz ADO Den Haag. Młodzieżowy reprezentant Holandii.